# TTL 7446
O circuito integrado TTL 7446 é um dispositivo TTL encapsulado em um invólucro DIP de 16 pinos que contém um decodificador BCD para display de sete segmentos com saídas de 30V em coletor aberto.